# Fur (film)
Pour les articles homonymes, voir Fur (homonymie).
Pour plus de détails, voir Fiche technique et Distribution.
Fur : Un portrait imaginaire de Diane Arbus (Fur: An Imaginary Portrait of Diane Arbus) est un film américain réalisé par Steven Shainberg, sorti le 10 janvier 2007.

## Synopsis
Diane Arbus, assistante de son mari, photographe, n'en peut plus de la vie qu'elle mène dans un milieu où seules les apparences comptent. Un soir, elle remarque son nouveau voisin qui emménage à l'étage. Après l'avoir aperçu, Diane est de plus en plus intriguée car celui-ci dissimule son visage derrière un masque où seuls ses yeux sont visibles. Très attirée, elle finit par monter avec un appareil-photo. Son art se transformera à jamais.

## Fiche technique
- Titre original : Fur: An Imaginary Portrait of Diane Arbus
- Titre québécois : Fur : Un portrait imaginaire de Diane Arbus
- Réalisateur : Steven Shainberg
- Producteur : Laura Bickford, Patricia Bosworth, Andrew Fierberg, William Pohlad et Bonnie Timmermann
- Producteur exécutif : Michael Roban, Edward R. Pressman et Alessandro Camon
- Production :  États-Unis Edward R. Pressman Film Corporation, River Road Films, Iron Films LLC, Vox3 Films LLC et Furthefilm LLC
- Scénariste : Erin Cressida Wilson
- D'après l'œuvre de : Patricia Bosworth
- Directeur de la photographie : Bill Pope
- Compositeur : Carter Burwell
- Monteuse : Keiko Deguchi, et Kristina Boden
- Chef décoratrice : Amy Danger
- Costumier : Mark Bridges
- 1er assistant réalisateur : Carl Lawrence Ludwig
- 2e assistant réalisateur : Linda Perkins et Eugene Gearty
- Ingénieur du son : Eugene Gearty
- Distribution : Metropolitan FilmExport  France et Picturehouse Entertainment LLC  États-Unis
- Couleur : Couleur
- Format du son : Dolby SR + Dolby SR-DTS & SDDS
- Format de projection : 1.85 : 1
- Format de production : 35 mm
- Tourné en :  Angleterre
- Interdit aux moins de 15 ans
- Catégorie : Américaine
- Genre : Drame
- Durée : 122 minutes
- Année de production : 2005

## Distribution
- Nicole Kidman (V.F. : Juliette Degenne ; V.Q. : Anne Bédard) : Diane Arbus
- Robert Downey Jr. (V.F. : Bernard Gabay ; V.Q. : Daniel Lesourd) : Lionel Sweeney
- Ty Burrell (V.Q. : Pierre Auger) : Allan Arbus
- Harris Yulin (V.Q. : Vincent Davy) : David Nemerov
- Jane Alexander : Gertrude Nemerov
- Emmy Clarke : Grace Arbus
- Genevieve McCarthy : Sophie Arbus
- Boris McGiver : Jack Henry
- Marceline Hugot (en) : Tippa Henry
- Mary Duffy : Althea
- Lynn Marie Stetson : Fiona (fille nue)
- Gwendolyn Bucci : Dominatrix
- Christina Rouner : Lois
- Courtney Taylor Burness : Diane, jeune
- Natalie Dix : Abby

Source et légende : Version québécoise (V.Q.) sur Doublage Québec.

## Autour du film
Tiré de l'œuvre de Patricia Bosworth, Fur est une biographie. Un scénario de Erin Cressida Wilson, deuxième collaboration avec Steven Shainberg.

## Box-office/Business

### Business
- Budget : $ 16,800,000 (estimation)
- Dates de production : 9 mai 2005 - 8 octobre 2005
- Date de tournage : 2 avril 2006

### Box-office
| Week-end du      | Recettes | Cumul    | Nombres de salles |
| ---------------- | -------- | -------- | ----------------- |
| 12 novembre 2006 | $28,815  | $28,815  | 4                 |
| 19 novembre 2006 | $49,675  | $90,368  | 32                |
| 24 novembre 2006 | $32,932  | $148,913 | 39                |
| 3 décembre 2006  | $23,586  | $188,697 | 34                |
| 10 décembre 2006 | $8,888   | $210,543 |                   |
| 17 décembre 2006 | $4,660   | $220,914 |                   |